# 库尔班阿里·乌斯曼诺夫
库尔班阿里·乌斯曼诺夫（1924年10月—1999年3月11日），男，哈萨克族，新疆伊宁人，中华人民共和国官员。

## 生平
1924年10月，出生在一个哈萨克族贫苦牧民家。1945年4月参加三区革命。曾任三区革命教师训练班学员，伊犁日报社编辑，伊犁日报哈萨克文版负责人。库尔班阿里是三区革命时期的文化工作者、诗人，写下许多诗篇。
1949年新疆和平解放后，历任新疆省人民政府副秘书长、伊犁专署副专员、中共伊犁区委宣传部部长、伊犁哈萨克自治州州长、新疆维吾尔自治区文联副主席、新疆维吾尔自治区第七届人大常委会副主任、党组成员等职务。1950年加入中国共产党。1950年，作为中国代表团成员到波兰华沙参加世界和平大会。1952年2月至1962年8月，身为中共伊犁区委宣传部部长的库尔班阿里兼任新疆省少数民族语言文字研究改革委员会、新疆省少数民族语言文字研究指导委员会、新疆省自治区民族语言文字研究委员会副主任。
中华人民共和国时期，库尔班阿里创作了《天山之歌》、《年代的足迹》、《快乐之歌》等诗歌，并和他人合作创作了剧本《萨里哈萨曼》。
1999年3月11日，库尔班阿里在乌鲁木齐病逝，享年75岁。